# Souastre
Souastre est une commune française située dans le département du Pas-de-Calais en région Hauts-de-France.
La commune fait partie de la communauté de communes du Sud-Artois qui regroupe 64 communes et compte 27 059 habitants en 2021.

## Géographie

### Localisation
Localisée dans le sud-est du département du Pas-de-Calais et limitrophe du département de la Somme, Souastre est une commune située, à vol d'oiseau, à 16 km à l'est de la commune de Doullens et à 21 km au sud-ouest de la commune d’Arras (aire d'attraction, chef-lieu d'arrondissement et préfecture du Pas-de-Calais).
Le territoire de la commune est limitrophe de ceux de sept communes, dont deux, Bayencourt et Coigneux, dans le département de la Somme.
Les communes limitrophes sont Saint-Amand, Bayencourt, Bienvillers-au-Bois, Couin, Foncquevillers, Hénu et Coigneux.

### Géologie et relief
La superficie de la commune est de 7,24 km2 ; son altitude varie de 119  à   165 mètres.

### Hydrographie

#### Réseau hydrographique
La commune est située dans le bassin Artois-Picardie. Elle est drainée par la Ferme du Rossignol,,.

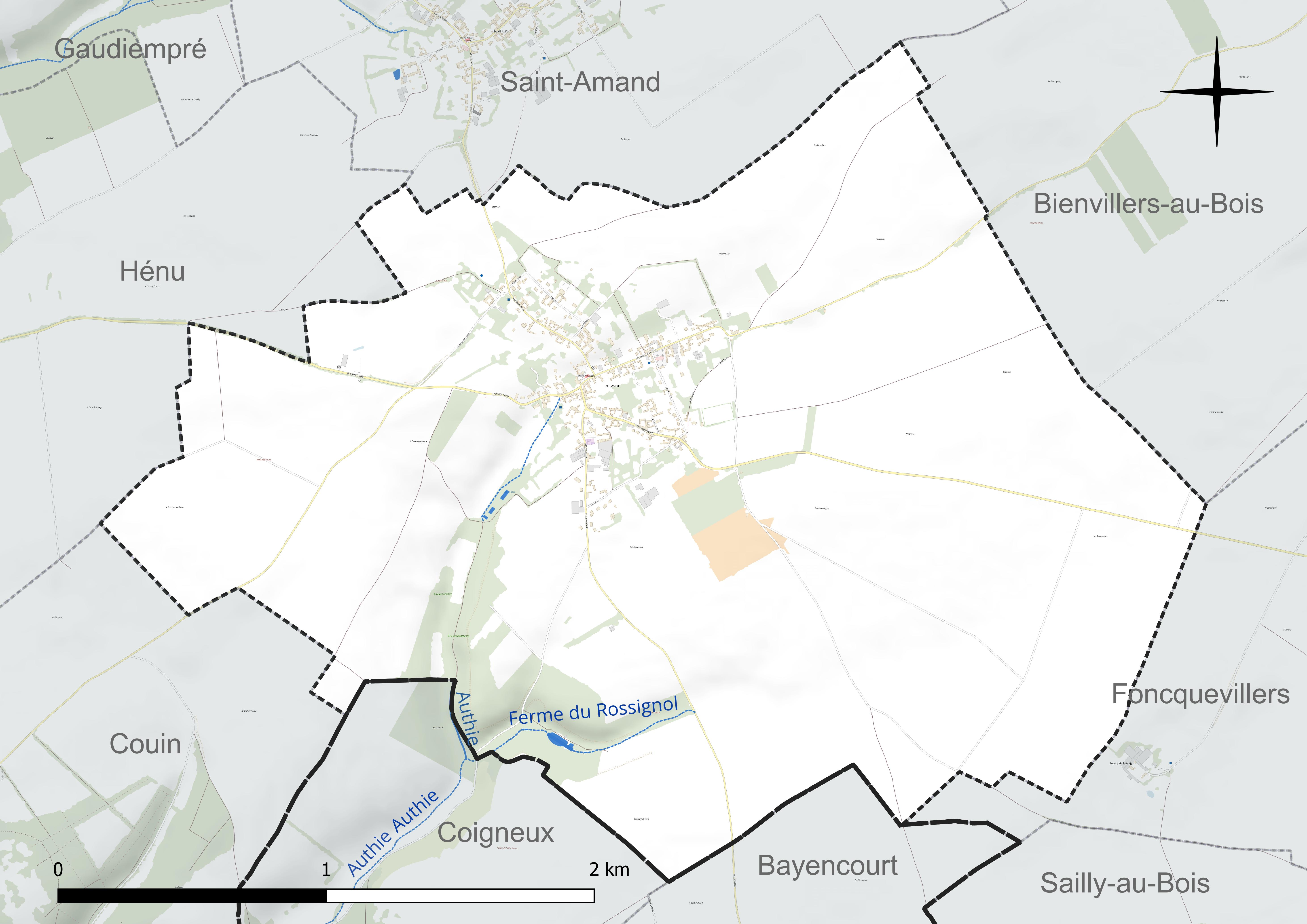
Réseau hydrographique de Souastre.

#### Gestion et qualité des eaux
Le territoire communal est couvert par le schéma d'aménagement et de gestion des eaux (SAGE) « Authie ». Ce document de planification concerne un territoire de 1 253 km2 de superficie, délimité par le bassin versant de l'Authie. Le périmètre a été arrêté le 5 août 1999 et le SAGE proprement dit est, en 2024, en cours d'élaboration. La structure porteuse de l'élaboration et de la mise en œuvre est le syndicat mixte Canche Et Authie.
La qualité des cours d'eau peut être consultée sur un site dédié géré par les agences de l'eau et l'Agence française pour la biodiversité.

### Climat
Pour des articles plus généraux, voir Climat des Hauts-de-France et Climat du Pas-de-Calais.
En 2010, le climat de la commune est de type climat océanique dégradé des plaines du Centre et du Nord, selon une étude du CNRS s'appuyant sur une série de données couvrant la période 1971-2000. En 2020, Météo-France publie une typologie des climats de la France métropolitaine dans laquelle la commune est exposée à un climat océanique et est dans la région climatique Nord-est du bassin Parisien, caractérisée par un ensoleillement médiocre, une pluviométrie moyenne régulièrement répartie au cours de l'année et un hiver froid (3 °C).
Pour la période 1971-2000, la température annuelle moyenne est de 9,9 °C, avec une amplitude thermique annuelle de 14,4 °C. Le cumul annuel moyen de précipitations est de 847 mm, avec 12,8 jours de précipitations en janvier et 9,5 jours en juillet. Pour la période 1991-2020, la température moyenne annuelle observée sur la station météorologique la plus proche, située sur la commune de Saulty à 7 km à vol d'oiseau, est de 10,4 °C et le cumul annuel moyen de précipitations est de 899,7 mm,. Pour l'avenir, les paramètres climatiques de la commune estimés pour 2050 selon différents scénarios d'émission de gaz à effet de serre sont consultables sur un site dédié publié par Météo-France en novembre 2022.

### Paysages
Pour un article plus général, voir Paysage en France.
La commune s’inscrit dans les « paysages des grands plateaux artésiens et cambrésiens » tels qu'ils sont définis dans l'atlas de paysages de la région Nord-Pas-de-Calais, conçu par la direction régionale de l'Environnement, de l'Aménagement et du Logement (DREAL),. 
Ces « paysages des grands plateaux artésiens et cambrésiens », qui concernent 238 communes, sont dominés par les « grandes cultures » de céréales et de betteraves industrielles qui représentent 70 % de la surface agricole utilisée (SAU).

## Urbanisme

### Typologie
Au 1er janvier 2024, Souastre est catégorisée commune rurale à habitat dispersé, selon la nouvelle grille communale de densité à sept niveaux définie par l'Insee en 2022.
Elle est située hors unité urbaine. Par ailleurs la commune fait partie de l'aire d'attraction d'Arras, dont elle est une commune de la couronne,. Cette aire, qui regroupe 163 communes, est catégorisée dans les aires de 50 000 à moins de 200 000 habitants,.

### Occupation des sols
L'occupation des sols de la commune, telle qu'elle ressort de la base de données européenne d'occupation biophysique des sols Corine Land Cover (CLC), est marquée par l'importance des territoires agricoles (93,3 % en 2018), une proportion sensiblement équivalente à celle de 1990 (93,8 %). La répartition détaillée en 2018 est la suivante : 
terres arables (88,2 %), zones urbanisées (6,7 %), zones agricoles hétérogènes (5,1 %). L'évolution de l'occupation des sols de la commune et de ses infrastructures peut être observée sur les différentes représentations cartographiques du territoire : la carte de Cassini (XVIIIe siècle), la carte d'état-major (1820-1866) et les cartes ou photos aériennes de l'IGN pour la période actuelle (1950 à aujourd'hui).

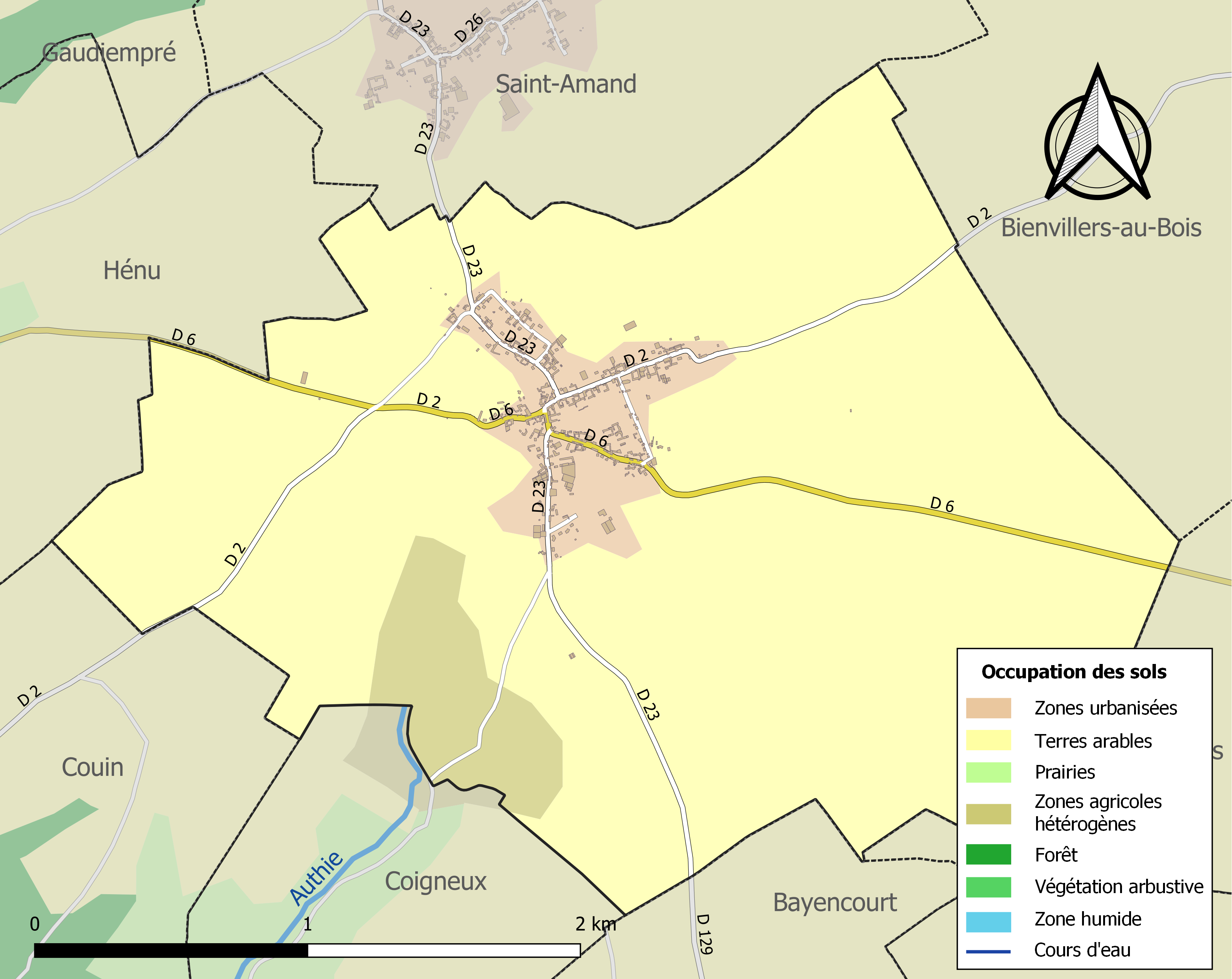
Carte des infrastructures et de l'occupation des sols de la commune en 2018 (CLC).

## Toponymie

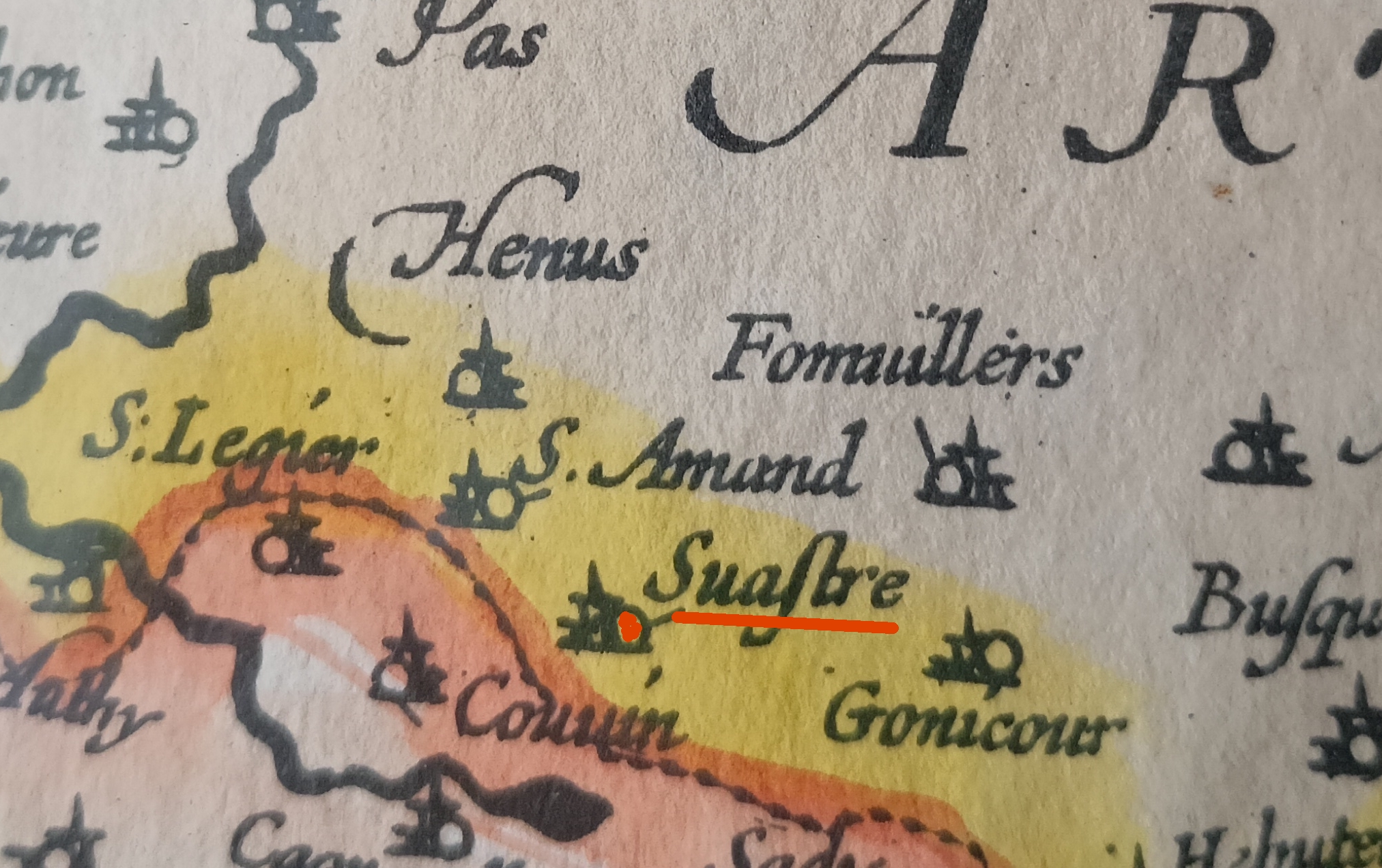
Souastre sur une carte de la Picardie de 1620.

Le nom de la localité est attesté sous les formes Soast, Souast (1171) ; Suaste (1184-1203) ; Souaste, Sowasta (1212) ; Souvasta (1222) ; Sowastre (1231) ; Suastre (1257) ; Soastre (1260) ; Souwastre (1263) ; Souvastre (1321) ; Souastre (1440) ; Souvastrie (1720) ; Souâtre (XVIIIe siècle).

## Histoire
Avant la Révolution française, Souastre est le siège d'une seigneurie. Au fil du temps, la terre de Souastre possède toute la justice seigneuriale, plus de 40 fiefs en relèvent et elle dispose d'un revenu considérable. En conséquence, en mars 1676, par lettres données à Saint-Germain-en Laye, la terre qui relève en partie du roi à cause de la gouvernance d'Arras, est érigée en comté.

### Première Guerre mondiale
Pendant la Première Guerre mondiale, en octobre 1914, des troupes ont séjourné sur Souastre. Le front est à proximité : Berles-au-Bois, Bienvillers-au Bois, Hannescamps, Monchy-au-Bois.
La commune est décorée de la croix de guerre 1914-1918 par décret du 17 novembre 1923, distinction également attribuée à 276 autres communes du Pas-de-Calais.

## Politique et administration

### Découpage territorial
La commune se trouve dans l'arrondissement d'Arras du département du Pas-de-Calais.

#### Commune et intercommunalités
Le 1er janvier 2017, la commune quitte la communauté de communes des Deux Sources pour intégrer la communauté de communes du Sud-Artois.

#### Circonscriptions administratives
La commune est rattachée au canton d'Avesnes-le-Comte.

#### Circonscriptions électorales
Pour l'élection des députés, la commune fait partie de la première circonscription du Pas-de-Calais.

### Élections municipales et communautaires

#### Liste des maires
| Période                                  | Période                    | Identité       | Étiquette | Qualité                         |
| ---------------------------------------- | -------------------------- | -------------- | --------- | ------------------------------- |
| Les données manquantes sont à compléter. |                            |                |           |                                 |
| avant 1995                               | mars 2008                  | Gérard Haviez  |           |                                 |
| mars 2008                                | 2020                       | Alain Prévost  | LREM      | Réélu pour le mandat 2014-2020, |
| 27 mai 2020                              | En cours (au 7 avril 2022) | Thierry Roucou |           | Agriculteur,                    |

## Population et société

### Démographie

#### Évolution démographique
L'évolution du nombre d'habitants est connue à travers les recensements de la population effectués dans la commune depuis 1793. Pour les communes de moins de 10 000 habitants, une enquête de recensement portant sur toute la population est réalisée tous les cinq ans, les populations de référence des années intermédiaires étant quant à elles estimées par interpolation ou extrapolation. Pour la commune, le premier recensement exhaustif entrant dans le cadre du nouveau dispositif a été réalisé en 2007.

En 2022, la commune comptait 376 habitants, en évolution de +0,27 % par rapport à 2016 (Pas-de-Calais : −0,72 %, France hors Mayotte : +2,11 %).
| 1793 | 1800 | 1806 | 1821 | 1831 | 1836 | 1841 | 1846 | 1851 |
| ---- | ---- | ---- | ---- | ---- | ---- | ---- | ---- | ---- |
| 576  | 592  | 601  | 727  | 691  | 700  | 715  | 689  | 701  |

| 1856 | 1861 | 1866 | 1872 | 1876 | 1881 | 1886 | 1891 | 1896 |
| ---- | ---- | ---- | ---- | ---- | ---- | ---- | ---- | ---- |
| 663  | 659  | 643  | 657  | 658  | 605  | 578  | 551  | 540  |

| 1901 | 1906 | 1911 | 1921 | 1926 | 1931 | 1936 | 1946 | 1954 |
| ---- | ---- | ---- | ---- | ---- | ---- | ---- | ---- | ---- |
| 516  | 519  | 518  | 433  | 431  | 434  | 413  | 429  | 405  |

| 1962 | 1968 | 1975 | 1982 | 1990 | 1999 | 2006 | 2007 | 2012 |
| ---- | ---- | ---- | ---- | ---- | ---- | ---- | ---- | ---- |
| 403  | 442  | 434  | 368  | 352  | 324  | 337  | 339  | 361  |

| 2017 | 2022 | - | - | - | - | - | - | - |
| ---- | ---- | - | - | - | - | - | - | - |
| 379  | 376  | - | - | - | - | - | - | - |

#### Pyramide des âges
En 2018, le taux de personnes d'un âge inférieur à 30 ans s'élève à 36,8 %, soit au-dessus de la moyenne départementale (36,7 %). À l'inverse, le taux de personnes d'âge supérieur à 60 ans est de 22,2 % la même année, alors qu'il est de 24,9 % au niveau départemental.
En 2018, la commune comptait 209 hommes pour 167 femmes, soit un taux de 55,59 % d'hommes, largement supérieur au taux départemental (48,50 %).
Les pyramides des âges de la commune et du département s'établissent comme suit.
| Hommes | Classe d’âge | Femmes |
| ------ | ------------ | ------ |
| 0,5    | 90 ou +      | 1,2    |
| 6,3    | 75-89 ans    | 10,9   |
| 11,6   | 60-74 ans    | 15,1   |
| 23,3   | 45-59 ans    | 18,5   |
| 17,0   | 30-44 ans    | 23,0   |
| 16,5   | 15-29 ans    | 16,6   |
| 24,8   | 0-14 ans     | 14,7   |

| Hommes | Classe d’âge | Femmes |
| ------ | ------------ | ------ |
| 0,5    | 90 ou +      | 1,6    |
| 5,6    | 75-89 ans    | 8,9    |
| 16,7   | 60-74 ans    | 18,1   |
| 20,2   | 45-59 ans    | 19,2   |
| 18,9   | 30-44 ans    | 18,1   |
| 18,2   | 15-29 ans    | 16,2   |
| 19,9   | 0-14 ans     | 17,9   |

## Culture locale et patrimoine

### Lieux et monuments
- L'église Saint-Vaast, reconstruite en 1662, clocher moderne en brique. Pierre tombale de 1566.
- Le monument aux morts.

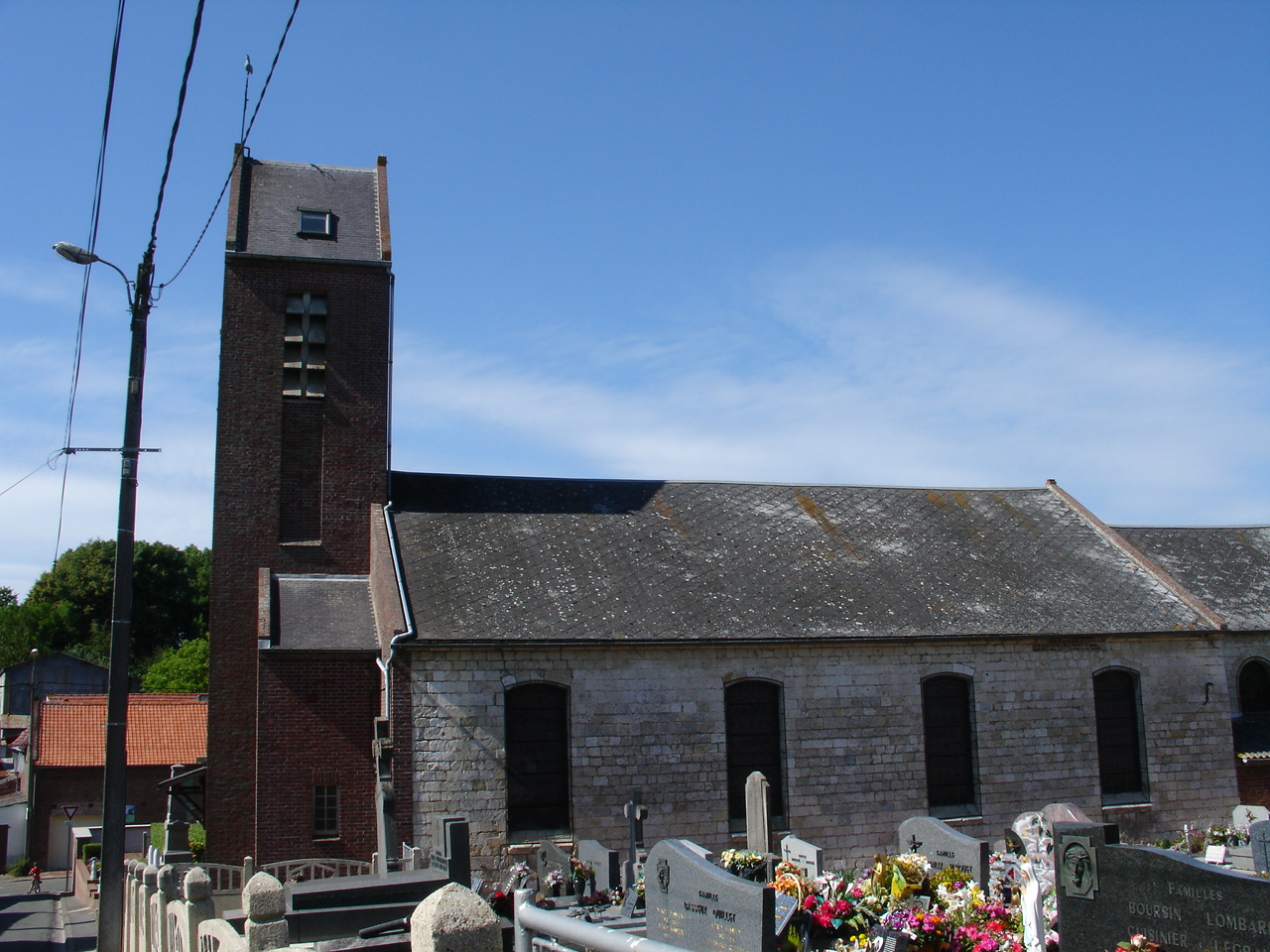
L'église Saint-Vaast.
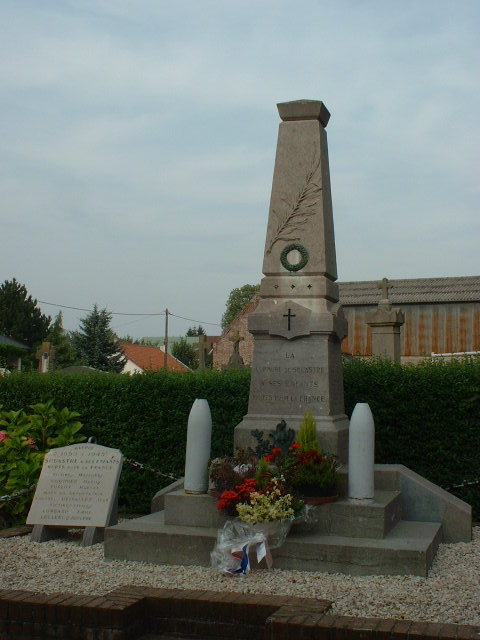
Le monument aux morts.

### Patrimoine culturel
- La ferme écomusée, no 14 rue de Bienvillers, musée vivant de la vie rurale, ferme auberge pédagogique[35].

### Personnalités liées à la commune

#### Seigneurs de Souastre
- Jean Ier de Bonnières, sire de Bonnières, fils de Guillaume, a été chambellan du duc de Bourgogne Philippe le Bon et a épousé l'héritière des Souastre. Jean Ier, chevalier , seigneur de Souastre, a été gouverneur d'Arras.
- Jean II de Bonnières, fils de Jean Ier,  a été gouverneur de Dunkerque.
- Charles de Bonnières, fils de Jean II, chevalier, seigneur de Souastre, a été gouverneur de Saint-Omer.
- Philippe Albert de Bonnières, fils de Charles, seigneur de Souastre, a été gouverneur de Binche.
- Charles Ignace de Bonnières, chevalier, seigneur de Souastre, Maisnil, Noulette, Aigny, etc., plusieurs fois député de la noblesse d'Artois, issu de la très noble famille des comtes de Guînes, (son fils va ajouter le nom de « de Guînes » à son nom), est bénéficiaire de l'érection en comté de la terre de Souastre en 1676[36].
- Louis Benoit Hippolyte de Guisne de Bonnière, chevalier, seigneur de Souastre obtient le 26 mars 1695 une sentence de noblesse en sa faveur[37].
- Adrien Louis de Bonnières, comte de Souastre, nommé duc de Guînes, effectue au XVIIIe siècle une belle carrière de militaire et de diplomate.

### Héraldique
|  | Les armes de la commune se blasonnent ainsi : de sinople fretté de seize pièces d'argent. |

## Pour approfondir